# Euroasijská národní univerzita L. N. Gumiljova
Euroasijská národní univerzita L. N. Gumiljova (kazašsky: Л.Н. Гумилёв атындағы Еуразия ұлттық университеті) je výzkumná vysoká škola v kazachstánském hlavním městě Astana. Založena byla roku 1996, vznikla sloučením techniky a pedagogického institutu. Je pojmenována po historikovi a etnologovi Lvu Gumiljovovi. V roce 2001 získala status národní univerzity. Na univerzitě se platí školné. Studuje na ní okolo 19 tisíc studentů. Podle žebříčku QS World University Rankings 2024 jde o 355. nekvalitnější univerzitu na světě, druhou v Kazachstánu i celé Střední Asii a 96. v Asii.